# An Arabian night
An Arabian night is een compositie van John Foulds.
Foulds schreef dit oosters getinte werk(je) in het lentotempo tijdens een verblijf in India. Zijn toenmalige vrouw Maud MacCarthy (later Omananda Puri genaamd) was Indiakenner en violiste. Foulds kon waarschijnlijk inspiratie opdoen tijdens zijn reizen, die toen nog via het Suez-kanaal liepen. Hij snoof de Arabische klanken op en verwerkte deze in een romantisch stukje met een solo in de viool- en cellopartij. Hoe exotisch het werkje dan ook klinkt, het werd waarschijnlijk nooit uitgevoerd, totdat het op 15 oktober 1991 op de lessenaar belandde van het BBC Concert Orchestra.
Orkestratie:
- soloviool, solocello
- 1 dwarsfluit, 1 hobo, 1 klarinet, 1 fagot, 2 hoorns
- percussie
- violen, altviolen, celli, contrabassen